# Eppes
Eppes é uma comuna francesa na região administrativa de Altos da França, no departamento de Aisne. Estende-se por uma área de 7,71 km². Em 2010 a comuna tinha 430 habitantes (densidade: 55,8 hab./km²).